# Jean Brault
Pour les articles homonymes, voir Brault.
 (décembre 2015).
Jean Brault est le président de Groupaction, une société de publicité impliquée dans le scandale des commandites au Canada.
En avril 2005, Brault a reçu beaucoup d’attention des médias quand il a témoigné devant la Commission Gomery. Son témoignage a aidé à faire la lumière sur les pressions financières des partis politiques envers les agences de publicité faisant affaires avec le Gouvernement du Canada. Ainsi, la section Québécoise du Parti libéral du Canada qui formait le gouvernement au milieu des années 90 aurait[réf. nécessaire] sollicité Groupaction pour plus de 1.2 million de dollars.

## Biographie
Natif de Longueuil, c’est dans cette ville qu’il a fait ses études Collégiales où d’ailleurs il fut président de l’association coopérative des étudiants du CEGEP Édouard Montpetit. De là, il poursuit au niveau universitaire à HEC Montréal puis à l’Université du Québec à Montréal qui lui décerne un Baccalauréat spécialisation en administration (Marketing) à l’âge de 22 ans. Cette même Université reconnaît plus tard son accomplissement comme gestionnaire, en lui décernant en 1999, un prix Grand Performant.
Durant sa carrière, il fut successivement conseiller en marketing pour les pétroles Esso, puis directeur Publicité & Promotion pour
Campeau Corp. (Hippodrome Blue Bonnets). En 1978, il est recruté par Biscuits Associés du Canada (Nabisco) qui lui confie la Direction Nationale du marketing pour la marque David qui, sous son impulsion, devient no 1 au Québec et no 2 au Canada. En 1981, il quitte pour occuper durant une brève période, le poste de VP. Marketing pour les Jus FBI, avant de fonder dès l’année suivante, avec sa conjointe Joane Archambault, son entreprise Groupaction Marketing Inc. 
De 1982 à 2002, Groupaction connaît une croissance constante tant au niveau de son chiffre d’affaires, qu’au niveau de l’étendue du territoire de ses activités, et  du nombre d’employés permanents. Des débuts modestes dans un sous-sol de Longueuil, son entreprise dû se relocaliser à plusieurs occasions pour finalement avoir pignon sur rue (Sherbrooke Ouest) à Montréal où plus de 125 employés s’affairaient pratiquement 7 jours sur 7[réf. nécessaire]. Ceci sans compter les 30 autres employés de Groupaction et ses filiales créées ou acquises au fil des ans qui occupaient des bureaux à Ottawa et à Québec.
Aussi plusieurs grandes marques ont connu un essor remarquable au Canada pendant les années où les stratèges et créatifs recrutés par Jean Brault ont été mis à contribution. Par ailleurs, dès le milieu des années 1990, le réputé[Quoi ?] réseau international J.Walter Thompson recrute Jean Brault et son équipe pour concevoir et réaliser ses campagnes de marketing en français pour ses clients de l’International. Les marques : Kraft, Kellogs, Listerine, PEPSI, Bombardier (Global Express Challenger), CAE, Gaz Métro, Pains POM & Bon Matin, etc. ont ainsi pu se joindre au noyau de sa clientèle originale recrutée au fil des ans qui comptait déjà les marques Oasis, Agropur, Naya, SAQ, Cantel (Téléphonie Rogers), Groupe Lavo, Les Assurances La Capitale, Couche Tard, Télé Québec, SAQ, Fidelity ,Visa Desjardins, AIM TRIMARK, Skidoo, Défense Nationale, Justice Canada, TREVI, Germain Larivière, etc.
C’est d’ailleurs sous la direction de Jean Brault que Tim Hortons réalise ses premières campagnes de publicité conçues entièrement au Québec qui contribue  à en faire un succès spectaculaire qui par ricochet contribue à accélérer la disparation de la chaîne Dunkin Donuts, une marque jusqu’alors solidement établie au Québec.  
En 2002, Jean Brault vend la totalité des actifs de son entreprise au Groupe Image de Montréal. Il sort en 2005, d’une jeune retraite pour témoigner pendant 5 jours à la commission Gomery où l’on qualifie son témoignage comme spectaculaire, (‘’pivital’’aux dires du procureur en chef Me Bernard Roy dans le cadre d’une entrevue publiée la même année dans le réputé quotidien Globe and Mail). Cette enquête fut déclenchée à la suite d'indications voulant que le parti Libéral du Canada[réf. nécessaire] ait sollicité plusieurs agences de communication, dont Groupaction, pour des activités politiques et du financement illégal.  Selon plusieurs, les instigateurs de cette façon de faire, avaient des liens  directement au bureau du Premier Ministre du Canada.[réf. nécessaire]
Comme cinq autres agences au Québec, Groupaction fut blâmée et son président, Jean Brault, en assuma l’entière responsabilité, évitant ainsi un procès long et onéreux pour l’état. Après avoir été placé sous la garde des services correctionnels du Canada pour une période 6 mois en 2006, il prend l’initiative dès l’année suivante  de conclure une entente globale et finale avec le Gouvernement du Canada mettant fin à une bataille juridique initiée dès 2003. Il faut préciser qu’au moment où l’enquête débuta, enquête qu’on surnomma rapidement  le scandale des commandites, le gouvernement canadien devait plus de 10 millions de dollars à Groupaction pour des services rendus dans le cadre de campagnes de publicité réalisées avec succès pour plusieurs ministères dont la Défense Nationale du Canada, activités complètement indépendantes des activités de gestion de commandites pour lesquelles des fonctionnaires cadres et des agences de communication furent mises en cause.
Le juge Gomery dans son rapport souligna la contribution exemplaire de Jean Brault aux travaux de la commission d’enquête. ’Fin 2006, sa réputation rétablie, Jean Brault accepte de reprendre son travail de stratège marketing à la suite d'une invitation d’une nouvelle entreprise de Laval : Omentis Canada qui comptait  développer et commercialiser un nouveau logiciel marketing destiné au marché de l’assurance de personnes et des produits d’épargne. Il occupe ce rôle jusqu’en 2009 où à la suite d'une hospitalisation suivie de complications médicales, il est forcé à un repos complet pendant près d’un an.
Loin de se laisser abattre, il décide dès 2011 de reprendre peu à peu ses activités professionnelles en agissant sur une base ponctuelle comme stratège-conseil en « branding »’. Ainsi, en dépit des limitations physiques qu’ont entraîné ses conditions médicales antérieures, il poursuit depuis, ses interventions comme conseiller  pour la société Phénix Communication Marketing Inc. en mettant sa vaste expérience aux services des grandes marques Canadiennes et celles à en devenir.
Parallèlement à sa carrière comme planificateur stratégique, Jean Brault a agi longtemps comme professeur invité, en gestion du marketing auprès des CEGEP Édouard Montpetit et André Laurendeau et il a également enseigné à l’UQAM et au Centre de perfectionnement de l’Université de Montréal (HEC) durant plusieurs années.
Conférencier invité à multiples reprises, il réalise au milieu des années 80 pour le compte du Ministère de l’Industrie et du Commerce du Gouvernement du Québec en collaboration avec la faculté des sciences de la gestion de l’UQAM, un séminaire d’une journée destiné aux gestionnaires de PME au Québec. Conçu par lui, il l’a donné aux quatre coins de la province durant quelques années. De ces succès, vint une invitation du réputé journaliste d’affaires Richard Johnson, de rédiger une chronique régulière dans les pages économiques du Journal de Montréal, ce qu’il fit à la même époque. L’essentiel de ces chroniques furent ensuite reprises dans un livre publié  avec la participation financière de la Banque Royale : 101 questions et réponses pour lancer et gérer une PME. Jean Brault s’est vu ainsi confier le volet marketing à côté de spécialistes praticiens en finance, administration, comptabilité, gestion des ressources humaines, etc.
Jean Brault est un gestionnaire marketing reconnu à qui on attribue une contribution marketing stratégique dans la mise en place de concepts novateurs dont St-Hubert Express, l’appellation de l’Ultra Crème d’Agropur, les nouvelles identifications de bannières  SAQ Sélection, SAQ Express et SAQ Classique et plusieurs autres.
D’ailleurs, ses talents ont été reconnus par ses pairs qui lui ont décerné plusieurs honneurs émanant de l’industrie de la publicité Canadienne pour des campagnes de communication réalisées sous sa direction. En plus du statut de Grand Performant de la faculté des Sciences de la Gestion UQAM, le North American Marketing Association (Chapitre Canadien) lui a décerné le prix spécial du jury en 2000. 
Depuis déjà 7 ans, on compte à son actif, la conceptualisation et la mise en marché de vélos personnalisés à plusieurs grandes marques nationales. Un concept novateur de « branding » qui permet de contribuer à donner de la visibilité à ces marques, en faisant un rapprochement entre les valeurs intrinsèques des consommateurs de ces produits et services et celles des canadiens amateurs de vélos de promenade, de cyclotourisme, de nature, de plein air, de saines habitudes de vie. 
Après avoir vécu une dizaine d’années en Estrie, Jean Brault est revenu s’installer dans la région de Montréal, pour faciliter ses déplacements nombreux vers l’étranger pour ses approvisionnements au niveau des composantes de vélos. Autorisé à voyager aux États-Unis depuis déjà une dizaine d’années, le Gouvernement du Canada lui a accordé en 2020 un pardon complet et inconditionnel.
Jean Brault est marié avec Joane Archambault depuis 1975 avec qui il a eu 2 fils, Simon et Alexandre, et 5 petits enfants. Philanthrope actif depuis toujours, il agit à la fois comme bénévole et/ou supporteur de causes touchant surtout les enfants, l’environnement et la recherche sur la maladie d’Alzheimer.